# Prigione di donne
Prigione di donne è un film del 1974 diretto da Brunello Rondi.

## Trama
Martine, giovane turista francese in visita in Italia con una amica connazionale, è arrestata per un quantitativo di droga ritrovatale in tasca. La dose le era stata lì inserita da una ragazzina balorda e delinquente. Incarcerata fa la conoscenza di altre detenute ma il carcere è un inferno: qui conoscerà la sofferenza, la disumanità delle suore e tante ingiustizie. Dopo una rivolta ad opera delle detenute, la ragazza viene trasferita con altre compagne. Prosciolta viene rimessa in libertà ma l'esperienza l'ha segnata...

## Produzione

### Riprese
Il film è stato girato in parte nel carcere di Santo Stefano.